# Mihail Kamenski

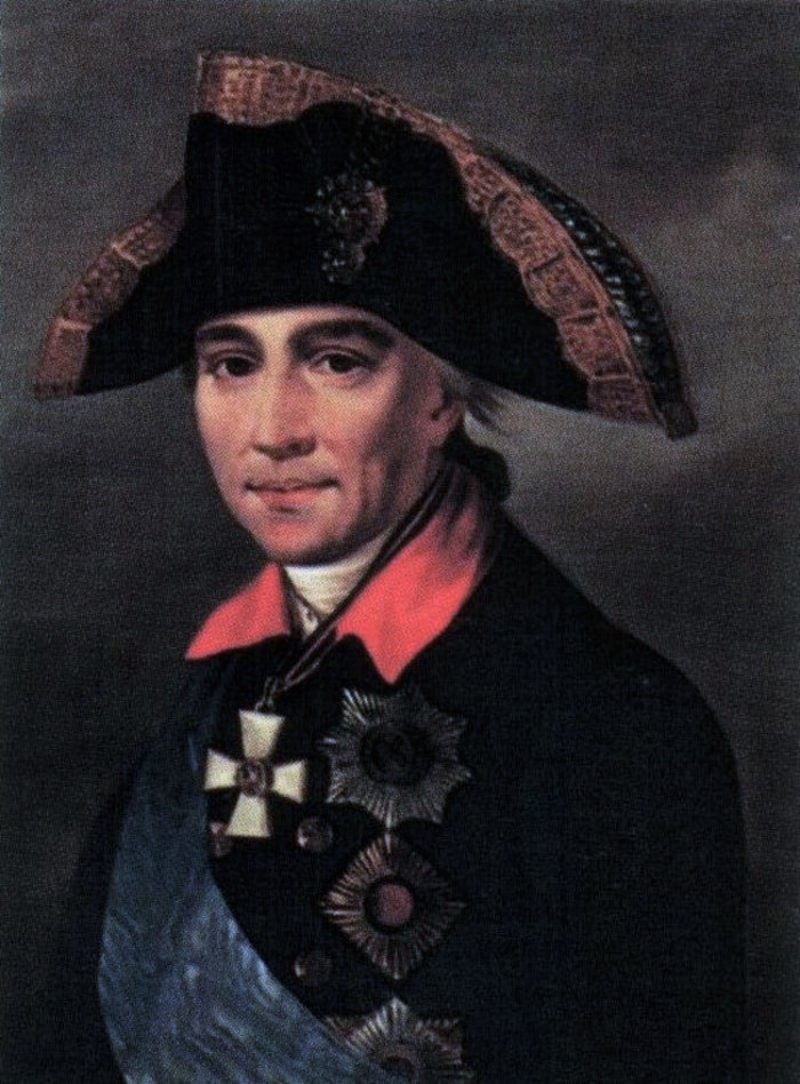
Mihail Kamenski

Contele Mihail Fedotovici Kamenski (rusă: Михаи́л Федо́тович Ка́менский) (n. 8 mai 1738 — d. 12 august 1809) a fost un general de campanii napoleonice.